# Plutarco Haza
Plutarco Valdés Haza (Ciudad Obregón, Sonora, 22 de junio de 1972), conocido artísticamente como Plutarco Haza, es un actor y director de cine mexicano. 
Destacó inicialmente por su trabajo en la serie de televisión Bizbirije, y luego por su participación en varias películas, telenovelas y obras de teatro en su país. Vivió gran parte de su juventud en Mazatlán, Sinaloa.

## Biografía
Plutarco nació en Ciudad Obregón, Sonora en 1972.
Estudió en el Foro de Rivera y en La Casa del Teatro. En 1996, obtuvo la licenciatura en teatro.
Participó en las películas En el aire (1993) y Cilantro y Perejil (1995).
Ha trabajado en las telenovelas Mirada de mujer, Todo por amor, Amores, querer con alevosía y El país de las mujeres.
Tiene un hijo, Nicolás Valdés Paleta, con la actriz Ludwika Paleta, con quien estuvo casado durante diez años: 18 de abril del 2000-2010.
En 2008 antagonizó la telenovela Pobre rico, pobre, para tiempo después, en 2010 aparece en la telenovela Las Aparicio.
De 2015 a 2017 participó en la serie El señor de los cielos. Fue parte de la serie El Capo. 
En 2018 participa en El secreto de Selena.
En 2024 participó en el reparto de Cautiva por amor, interpretando a Remigio Fuentes Mansilla, siendo el villano principal de la telenovela.

## Filmografía

### Cine
- En el aire (1995)
- Bala bume bum! (2000). Cortometraje
- Atlético San Pancho (2001)
- Las Buenrostro (2005)
- Un mundo maravilloso (2006)
- Bajo la sal (2008)
- Amor letra por letra (2008)
- El libro de piedra (2009)
- Hidalgo: La historia jamás contada (2010)
- Entre piernas (2010)
- Crimen de lujuria (2011)
- Las razones del corazón (2011)
- Mi mejor regalo (2013)
- Selección Canina (2015)
- Héroes (2023)

### Televisión
- Cautiva por amor (2025) - Remigio Fuentes Mansilla[4]
- MasterChef Celebrity México (2025) - Concursante[5]
- El gallo de oro (2023-2024) - Lorenzo Benavides[6][7]
- Senda prohibida (2023) - Raymundo Corrales[8]
- Donde hubo fuego (2022) - Noe Serrano[9]
- Mujer de nadie (2022) - Rafael[10]
- No te puedes esconder (2019) - Alejandro Sánchez
- Silvia Pinal, frente a ti (2019) - Gregorio Walerstein
- El secreto de Selena (2018-2019) - Carlos Valdez
- Perseguidos (2017) - Archibaldo Valencia / Ramón Lascuráin
- El señor de los cielos (2015-2020) - Dalvio "El Ingeniero" Navarrete
- En otra piel (2014) - Carlos Ricalde / Raúl Camacho
- Demente criminal (2014) - Camilo Celaya
- Los secretos de Lucía (2013) - Arsenio Reina
- Las Aparicio (2010) - Leonardo Villegas
- Pobre rico, pobre (2008-2009) - Max Ferreira
- Mientras haya vida (2007-2008) - Rodrigo
- Machos (2005-2006) - Alex Mercader
- Mirada de mujer, el regreso (2003-2004) - Andrés San Millán Domínguez
- El país de las mujeres (2002-2003) - Bruno
- Amores, querer con alevosía (2001) - Salvador
- Cara o cruz (2001) - Martín Alcántara
- Todo por amor (2000-2001) - Javier Villegas
- Romántica obsesión (1999) - Óscar de la Rosa
- La casa del naranjo (1998) - Fausto Olmedo
- Mirada de mujer (1997-1998) - Andrés San Millán Domínguez
- Bendita mentira (1996) - Dr. Sandoval
- Si Dios me quita la vida (1995) - Hugo
- Agujetas de color de rosa (1994)

### Series de televisión
- Lo que callamos las mujeres (episodio "Alas rotas", 3 de diciembre de 2001)
- Bizbirije (1996–1998) - Alex y Clark

## Teatro
- Aquel tiempo de Campeones (2013) - Flavio
- Extraños en un Tren (2015-2016-2017)[11][12]

## Premios y nominaciones

### Premios tu Mundo
| Año  | Categoría        | Tevenovela   | Resultado |
| ---- | ---------------- | ------------ | --------- |
| 2014 | Mejor Antagónico | En otra piel | Nominado  |

### Premios El Heraldo de México
| Año  | Categoría                | Telenovela      | Resultado |
| ---- | ------------------------ | --------------- | --------- |
| 1998 | Mejor revelación del año | Mirada de mujer | Ganador   |

### Premios ACE
| Año  | Categoría   | Telenovela      | Resultado |
| ---- | ----------- | --------------- | --------- |
| 1999 | Mejor Actor | Mirada de mujer | Ganador   |

### Premios Bravo
| Año  | Categoría           | Telenovela    | Resultado |
| ---- | ------------------- | ------------- | --------- |
| 2001 | Mejor actor juvenil | Todo por amor | Ganador   |

### Diosas de Plata
| Año  | Categoría              | Telenovela      | Resultado |
| ---- | ---------------------- | --------------- | --------- |
| 2009 | Mejor actor            | Bajo la sal     | Nominado  |
| 2007 | Mejor actor de reparto | Amor en extremo | Nominado  |

### Otros
- Asociación Mexicana de Críticos de Teatro, A.C. (AMCT)
  - Mejor revelación El cartero (1994)
- Agrupación de Críticos y Periodistas de Teatro (ACPT)
  - Mejor Actor por True West (1998)
  - Mejor revelación por El cartero (1994)
  - Mejor Actor por La prueba
  - Mejor Actor en un Musical por Bésame mucho
  - Mejor Actor por Rain Man
- Selección Oficial del Festival de Cine de Morelia
- Festival de Cine de Huesca
- Festival de Cine de San Diego
  - Mejor director por Hugo contra el mar[14]